# Трубников, Вячеслав Иванович
Вячесла́в Ива́нович Тру́бников (25 апреля 1944, Иркутск, РСФСР, СССР — 18 апреля 2022) — российский государственный деятель, разведчик, дипломат, учёный.
Директор Службы внешней разведки Российской Федерации (1996—2000), генерал армии (1998), Герой Российской Федерации (1999). Первый заместитель министра иностранных дел Российской Федерации (2000—2004). Чрезвычайный и полномочный посол (2001), индолог.
Выбран Академиком РАЕН, с 1973 года — членом Союза журналистов России. Работал в составе Попечительского Совета Международного Мемориального Треста Рерихов в Индии. Был почётным президентом межрегионального общественного движения «Здоровье нации», вице-президентом Российского совета по международным делам.
Скончался на 78-м году жизни. Похоронен на Троекуровском кладбище.

## Биография
Родился в Иркутске в семье рабочего, слесаря-сборщика авиационного завода, эвакуированного из Москвы во время Великой отечественной войны. После окончания войны семья вернулась в Москву.
- В 1961 году окончил среднюю школу № 87 Краснопресненского района Москвы с золотой медалью, в девятом и десятом классах учился в физико-математической школе при Московском государственном университете имени М. В. Ломоносова[10][11].
- В 1967 году окончил МГИМО (референт по странам Востока). Владел английским языком и языком хинди[5].

Из интервью Вячеслава Ивановича:
«...блестяще можно работать только в стране, которая близка твоему сердцу... Бхарат Мата — матушка Индия — для меня навечно вписана в этот третий раздел [моей жизни].»

### Служба в КГБ СССР
С 1967 года — в органах КГБ СССР. Служил в Первом главном управлении КГБ СССР (внешняя разведка). Окончил Школу № 101 КГБ СССР при Совете Министров СССР.
- В 1971—1977 годах — находился в длительной зарубежной командировке в Индии и Бангладеш[5], занимался разведывательной деятельностью под прикрытием журналиста Агентства печати «Новости»[10]. С 1973 года — член Союза журналистов СССР[5].
- В 1977—1984 годах — в центральном аппарате Первого главного управления КГБ СССР[10].
- В 1984—1990 годах — находился во второй длительной зарубежной командировке, руководитель резидентуры КГБ СССР в Индии и Бангладеш[10], также посещал Непал и Пакистан.
- В 1990—1992 годах — начальник 17-го отдела (страны Южной Азии), затем 1-го отдела (США и Канада) в Первом главном управлении КГБ СССР[10].
- С 13 января 1992 по 10 января 1996 года — первый заместитель директора Службы внешней разведки России[13][14].
- С 10 января 1996 по 20 мая 2000 года — директор Службы внешней разведки Российской Федерации[14][5].
- С 6 февраля 1996 по 27 мая 2000 года — член Совета Безопасности Российской Федерации[15][16].

Также в эти годы трудился в составе Совета обороны Российской Федерации, с января 1997 года — в Совете по внешней политике при президенте Российской Федерации.
Директор Службы внешней разведки Российской Федерации Сергей Евгеньевич Нарышкин на торжественной церемонии открытия мемориальной доски:
«Он воспитал целую плеяду сотрудников российской внешней разведки и привил им присущие самому качества — преданность профессии и высокое чувство Родины.»

### Дипломатическая служба
- С 28 июня 2000 по 29 июля 2004 года — первый заместитель министра иностранных дел России по делам СНГ и специальный представитель президента Российской Федерации в государствах-участниках Содружества Независимых Государств в ранге федерального министра[18][19][5][20].
- В 2000—2004 годах занимался вопросами по борьбе с международным терроризмом и новыми вызовами и угрозами в качестве сопредседателя в составе рабочих групп, а также участвовал в политических решениях по приднестровскому[21] и нагорно-карабахскому урегулированию[10].
- С 29 июля 2004 по 27 октября 2009 года — чрезвычайный и полномочный посол Российской Федерации в Индии[22][23] (дипломатический ранг[5] с 2001 года[24]). Евгений Примаков, называвший Трубникова своим другом, отмечал особое отношение последнего к Индии[25].

Индийский премьер министр Атал Бихари Ваджпаи сравнивал доверие Индии к Советскому Союзу с личным доверием к В. И. Трубникову, которого хорошо знал:
«не единожды доказавшему свою любовь к Индии и солидарность с индийским народом».

### Научная деятельность
С октября 2009 по 2022 год — член дирекции в Институте мировой экономики и международных отношений имени Е. М. Примакова Российской академии наук, входил в состав Экспертно-консультативного совета Центра политических исследований России. Входил в Учёный совет ИМЭМО РАН.
В. И. Трубников был одним из инициаторов создания Центра постсоветских исследований в ИМЭМО.
Президент ИМЭМО, академик РАН Александр Александрович Дынкин:
«Весь его жизненный и оперативный опыт, мастерство и талант разведчика, аналитика и дипломата позволили Вячеславу Ивановичу органично включиться в новый коллектив [ИМЭМО РАН]»

## Семья
Супруга Трубникова Наталия Дмитриевна, дочь Мария.

## Звания
Воинские звания:
- Генерал-майор
- Генерал-лейтенант (1992)
- Генерал-полковник (1993)
- Генерал армии (22 января 1998)

## Дипломатический ранг
Чрезвычайный и полномочный посол (19 февраля 2001).

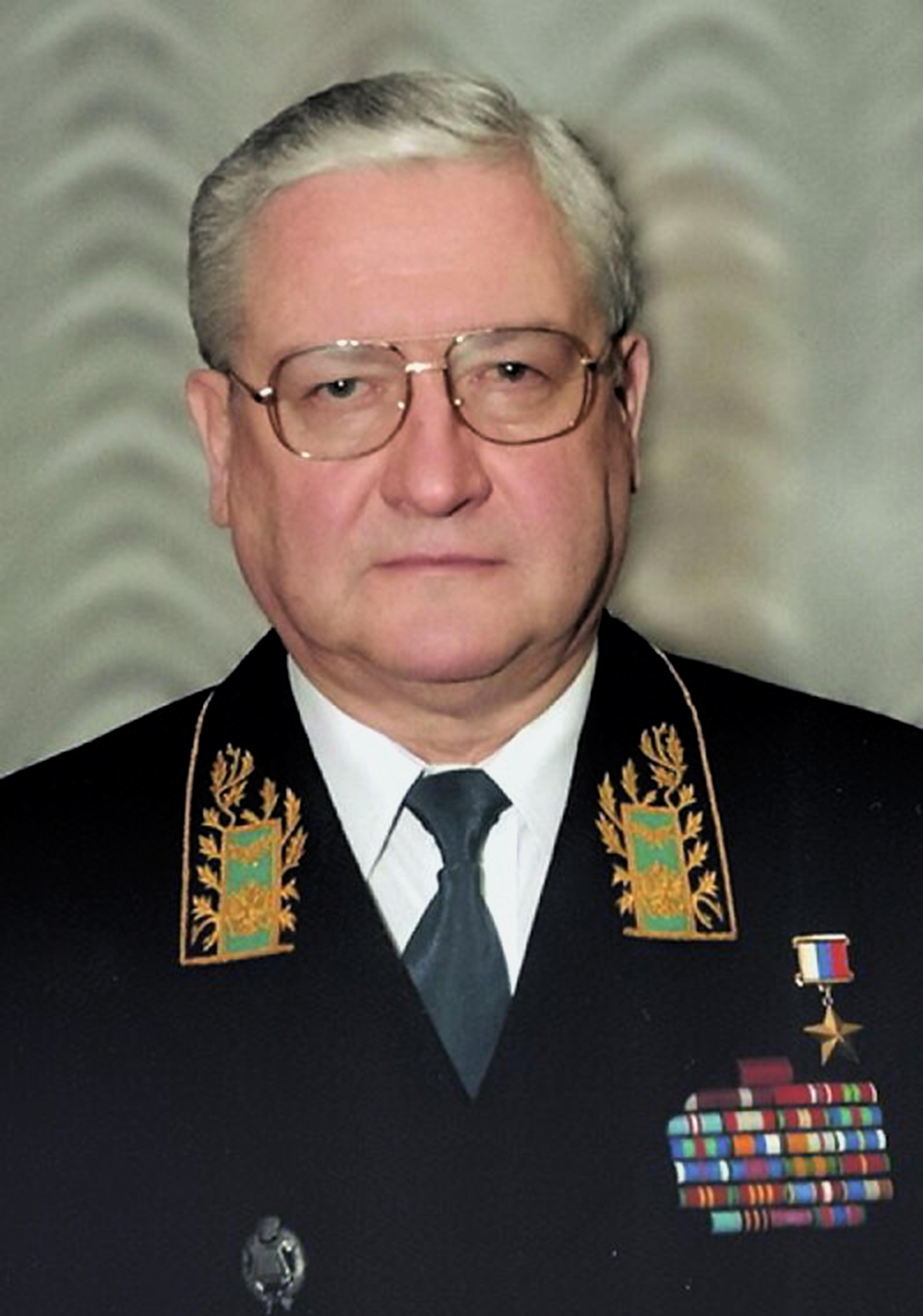
Вячеслав Иванович Трубников в должности Чрезвычайного и полномочного посла Российской Федерации в Индии (период работы: 29 июля 2004 — 27 октября 2009 годы)
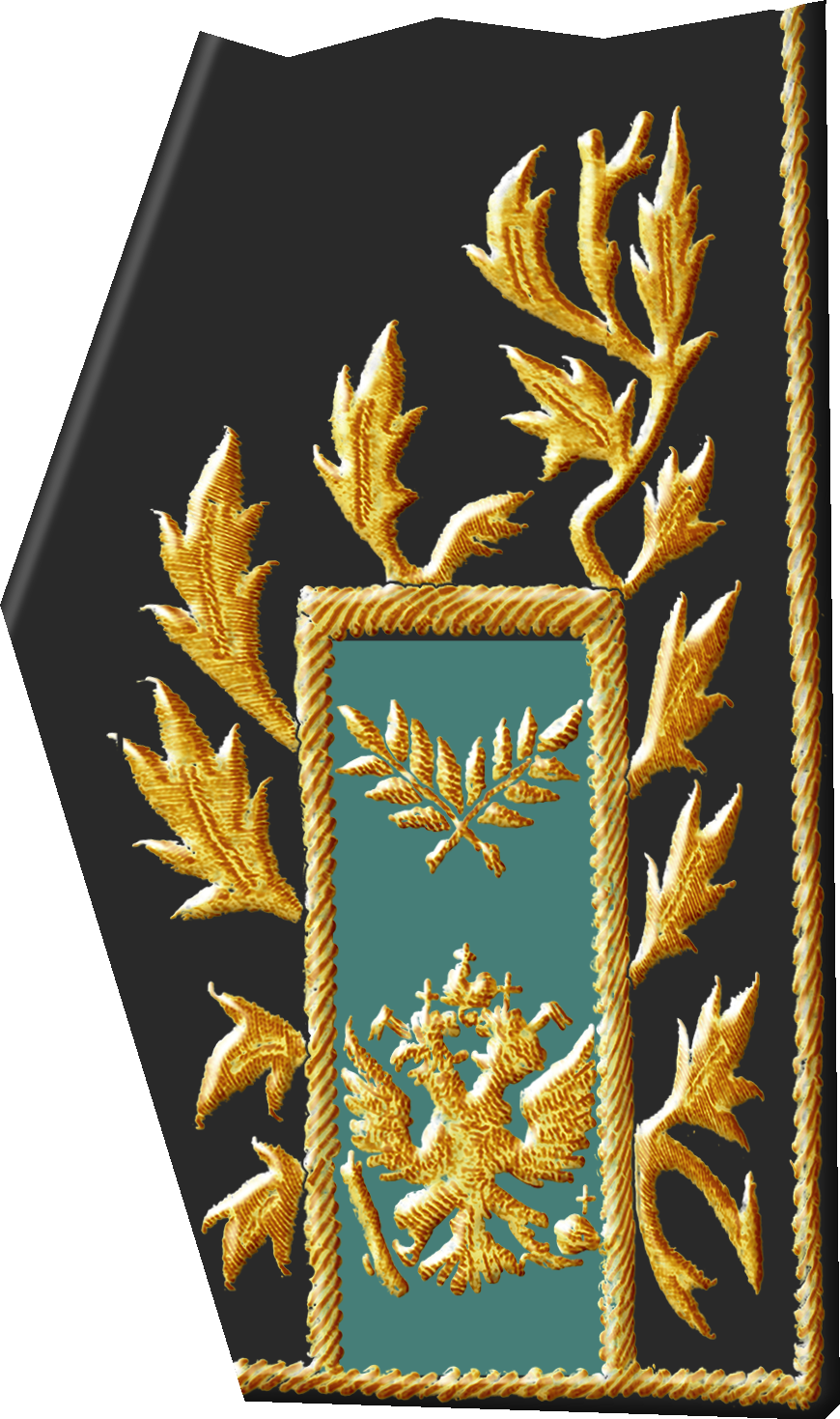
Ручная вышивка золотом на воротнике мундира (левая сторона, ранний вариант) Чрезвычайного и полномочного посла Российской Федерации

## Награды
Среди наград:
- Медаль «За безупречную службу» I, II, III степень
- Юбилейная медаль «50 лет Вооружённых Сил СССР»
- Юбилейная медаль «60 лет Вооружённых Сил СССР»
- Юбилейная медаль «70 лет Вооружённых Сил СССР»
- Нагрудный знак КГБ СССР «Почётный сотрудник госбезопасности»
- 2 ордена Красной Звезды
- Медаль «В память 300-летия Санкт-Петербурга»
- Медаль «В память 850-летия Москвы»
- Орден «За заслуги перед Отечеством» IV степени
- Заслуженный сотрудник органов внешней разведки Российской Федерации
- Почётный нагрудный знак «За службу в разведке»
- 2 медали «За укрепление боевого содружества» (Минобороны)
- Медаль «Адмирал Флота Советского Союза С. Г. Горшков»
- Медаль «200 лет Министерству обороны»
- Медаль «За боевое содружество» (ФСБ)
- Медаль «За взаимодействие с ФСБ России»
- Медаль «200 лет МВД России»
- Медаль «В память 200-летия Минюста России»
- Медаль «Ветеран службы» (СВР)
- Медаль «За заслуги» (СВР)
- Благодарность президента Российской Федерации (22 февраля 1999) — за большой вклад в укрепление обороноспособности страны и в связи с Днём защитников Отечества[27].
- Благодарность президента Российской Федерации (30 июля 1999) — за активное участие в реализации плана политического урегулирования конфликта между Союзной Республикой Югославией и НАТО и оказании гуманитарной помощи населению Союзной Республики Югославии[28].
- Благодарность президента Российской Федерации (12 августа 1999) — за активное участие в подготовке Послания Президента Российской Федерации Федеральному Собранию 1999 года[29].
- Герой Российской Федерации (27 октября 1999)
- Почётная грамота президента Российской Федерации (7 июля 2009) — за заслуги в реализации внешнеполитического курса Российской Федерации[30]
- Почётная грамота правительства Российской Федерации (18 сентября 2002) — за большой личный вклад в реализацию внешнеполитического курса государства и в связи с 200-летием МИДа России[31].

Иностранные
- Орден Республики (ПМР)
- Медаль «20 лет независимости Республики Казахстан»
- Отличие «Именное огнестрельное оружие» (20 февраля 2003 года, Украина)[32].
- Орден Франциска Скорины (17 августа 2004, Белоруссия) — за большой личный вклад в развитие всестороннего сотрудничества между Республикой Беларусь и Российской Федерацией, укрепление белорусско-российской дружбы[33]

Конфессиональные
- Орден святого благоверного князя Даниила Московского II степени (28 декабря 2009, РПЦ) —  во внимание к трудам на благо Церкви и Отечества и в связи с 65-летием со дня рождения[34]

Общественные
- «Орден Горчакова» I степени
- Орденская медаль С. Витте «За выдающиеся заслуги перед народами» (МАФМ)
- Медаль Ю. М. Гагарина
- Медаль Ю. М. Воронцова и др.

## Публикации
Является главным редактором 4-го тома энциклопедического издания по истории СВР России.
- Ермаков Н. А., Журавлёв Ю. И., Колбенев Э. К., Костромин Л. П., Косюков Ю. Л., Кузиков В. А., Орлов Г. А., Шарапов Э. П., Юринов Б. Д. История российской внешней разведки: Очерки. В 6 т. / гл. ред. Е. М. Примаков. — М.: Международные отношения, 2006. — 5 000 экз.
  - Том 1: От древнейших времен до 1917 года. — 2014. — 236, [1] с., [16] л. ил. — ISBN 978-5-7133-1453-8.
  - Том 2: 1917—1933 годы. — 2014. — 269, [1] с., [16] л. портр. — ISBN 978-5-7133-1456-9
  - Том 3: 1933—1941 годы. — 2014. — 500, [1] с., [16] л. ил. — ISBN 978-5-7133-1297-8
  - Том 4: 1941—1945 годы / [А. И. Байдаков и др.; гл. ред. В. И. Трубников]. — 2014. — 694, [1] с., [16] л. ил. — ISBN 978-5-7133-1473-6
  - Том 5: 1945—1965 годы. — 2014. — 762, [1] с., [8] л. ил. — ISBN 978-5-7133-1455-2
  - Том 6: 1966—2005 годы / В. С. Антонов и др.; гл. ред. С. Н. Лебедев]. — 2014. — 259, [1] с., [8] л. ил. — ISBN 978-5-7133-1451-4[35]

Имеет ряд научных публикаций.

## Память
- Мемориальная доска, установлена 19 июня 2023 года на здании Национального исследовательского института развития коммуникаций (НИИРК) (Коробейников переулок, 22, строение 1). Скульптор Андрей Забалуев, архитектор Игорь Воскресенский[2]. Идея мемориальной доски — Владислава Ивановича Гасумянова, директора института, в котором Вячеслав Иванович работал в последние годы.
- Надгробный памятник на Троекуровском кладбище Москвы (участок № 26)[10].
- Бюст В. И. Трубникова в выставочном пространстве Культурного центра Московского государственного института международных отношений МИД Российской Федерации. Скульптор, академик Российской академии художеств, Народный художник Российской Федерации Н. А. Иванов[37].

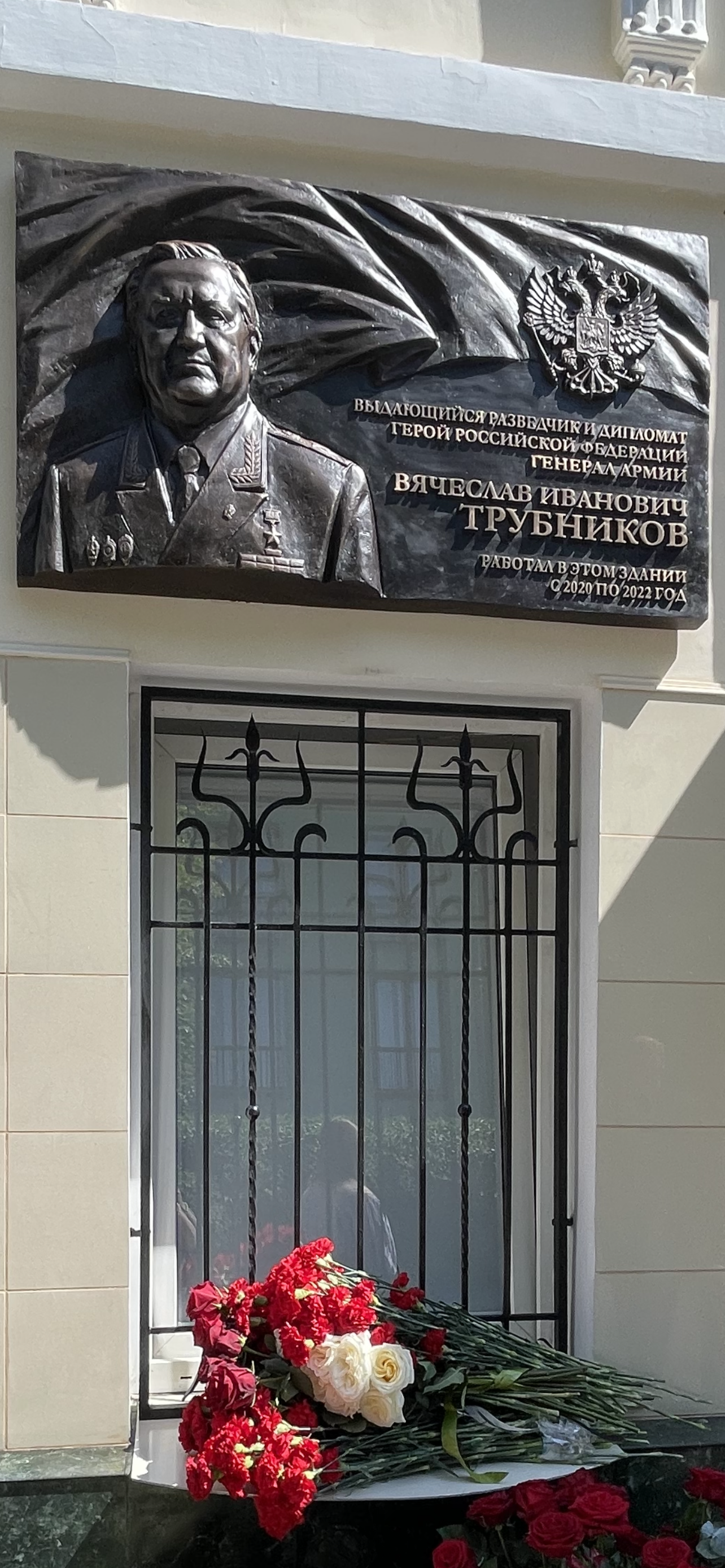
Мемориальная доска Вячеславу Ивановичу Трубникову в Коробейниковом переулке Москвы.
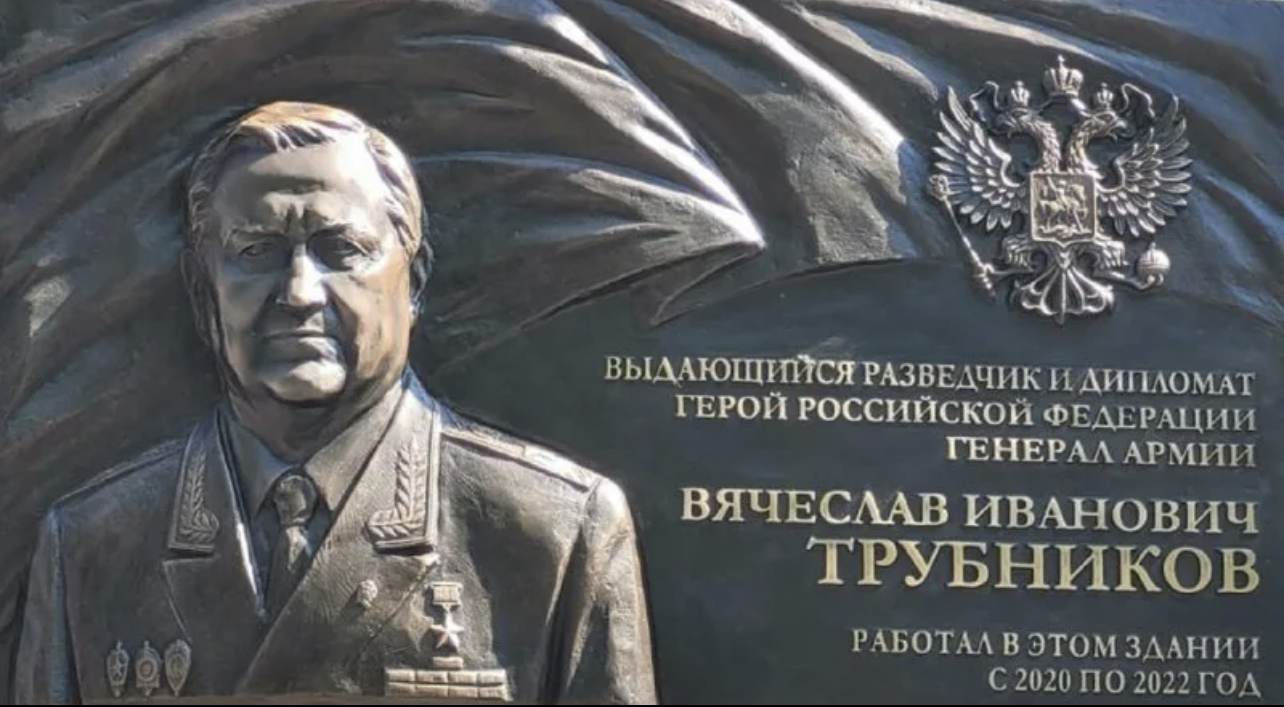
Мемориальная доска В. И. Трубникову. Скульптор — Андрей Забалуев, архитектор — Игорь Воскресенский.
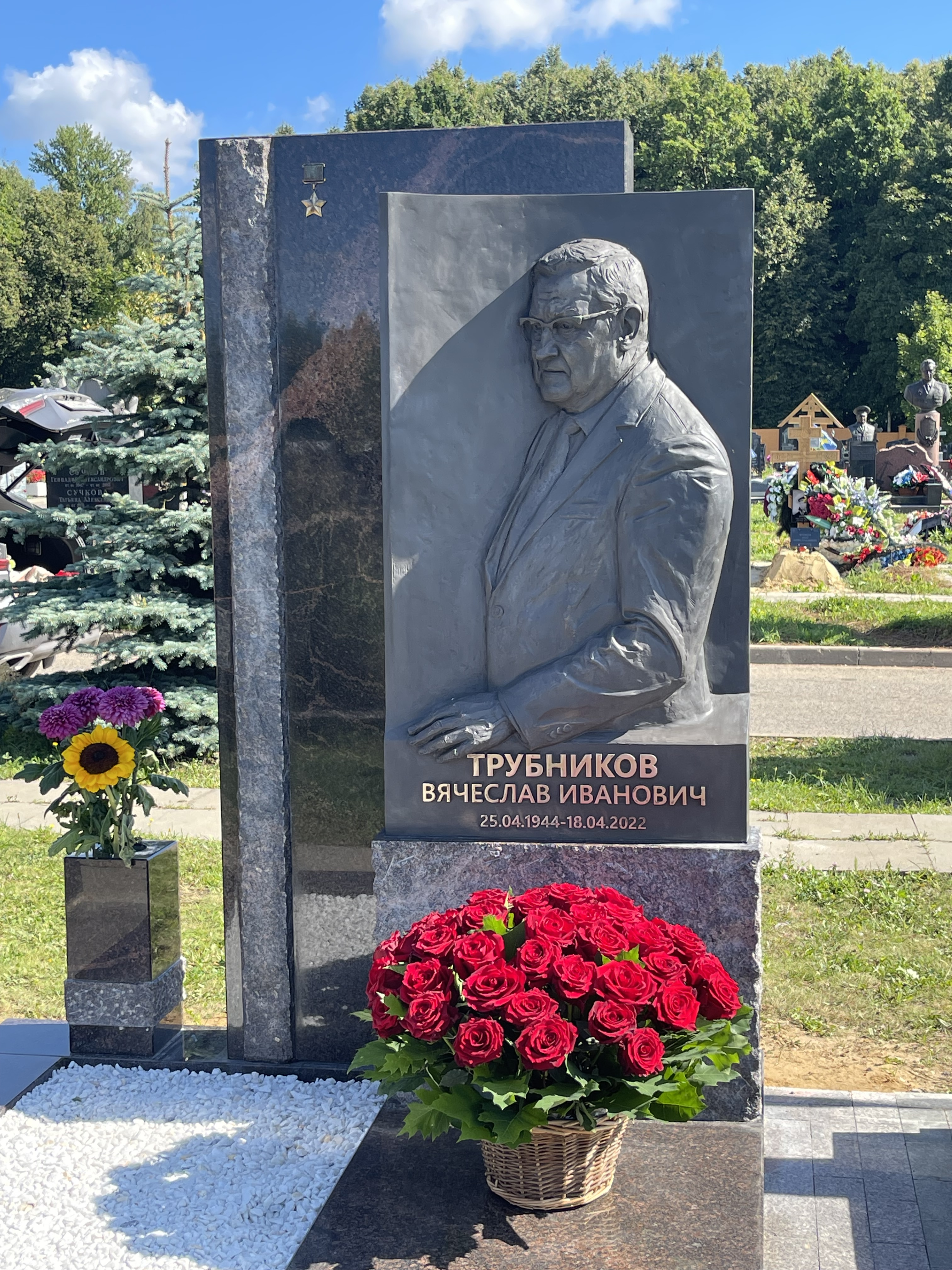
Памятник Вячеславу Трубникову на Аллее Героев Троекуровского кладбища. Автор памятника — скульптор Владимир Иванов